# Halobisium orientale
Halobisium orientale is een bastaardschorpioenensoort uit de familie van de Neobisiidae. De wetenschappelijke naam van de soort is voor het eerst geldig gepubliceerd in 1918 door Redikorzev.